# Chrysopidia (Chrysopidia) remanei
Chrysopidia (Chrysopidia) remanei is een insect uit de familie van de gaasvliegen (Chrysopidae), die tot de orde netvleugeligen (Neuroptera) behoort. 
Chrysopidia (Chrysopidia) remanei is voor het eerst wetenschappelijk beschreven door Hölzel in 1973.